# Bergtjärnen (Burträsks socken, Västerbotten, 718164-167511)
Bergtjärnen är en sjö i Skellefteå kommun i Västerbotten och ingår i Sävaråns huvudavrinningsområde.